# Tajudeen Sabitu
Tajudeen Sabitu est un boxeur nigérian né le 24 octobre 1964.

## Carrière
Tajudeen Sabitu est médaillé d'argent dans la catégorie des poids welters aux Jeux africains du Caire en 1991, s'inclinant en finale contre l'Égyptien Moustafa Hassan.
Aux Jeux olympiques d'été de 1992 à Barcelone, il est éliminé au premier tour dans la catégorie des poids welters par le Roumain Francisc Vaștag.